# In Extremo

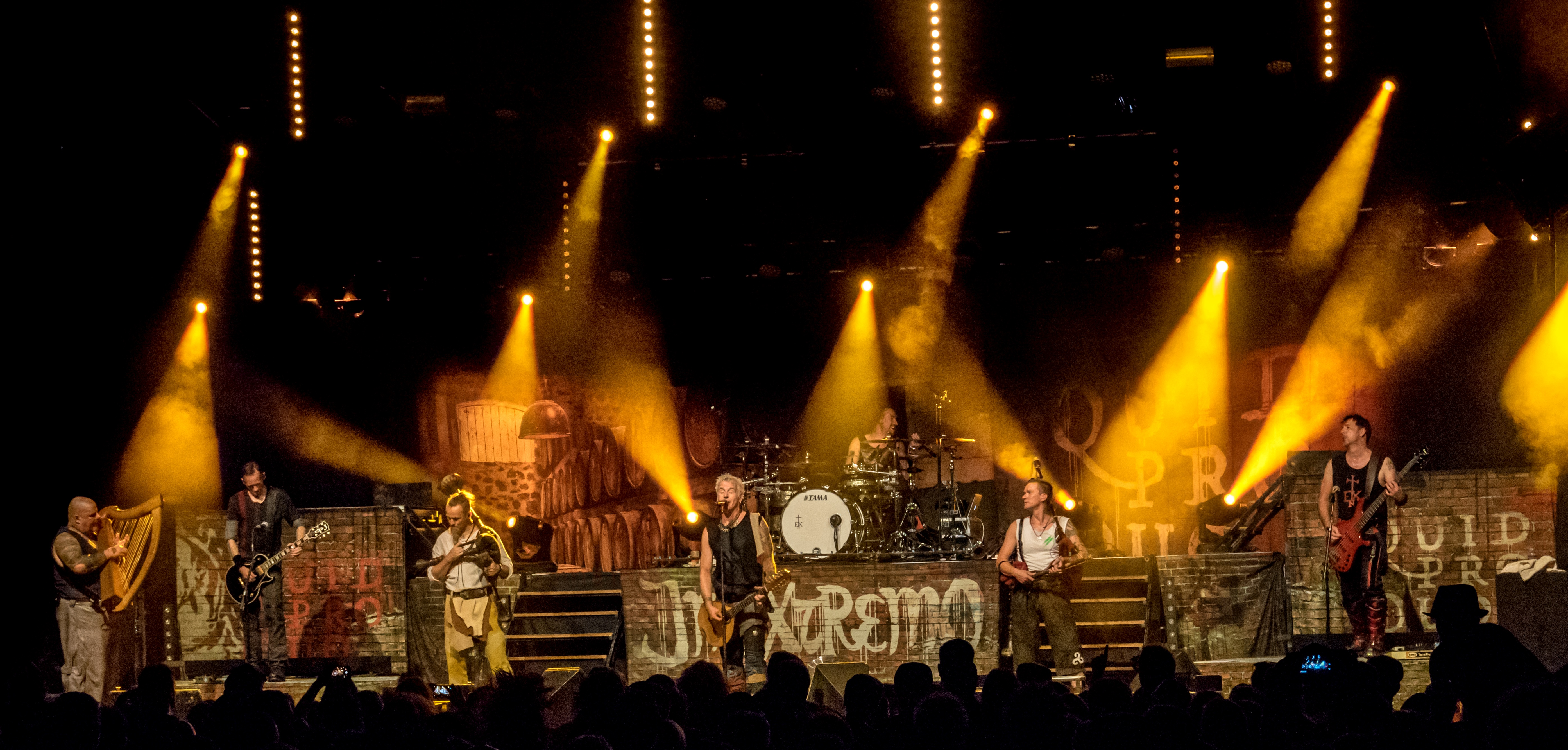
In Extremo, Zelt-Musik-Festival w roku 2018 we Fryburgu Bryzgowijskim, Niemcy

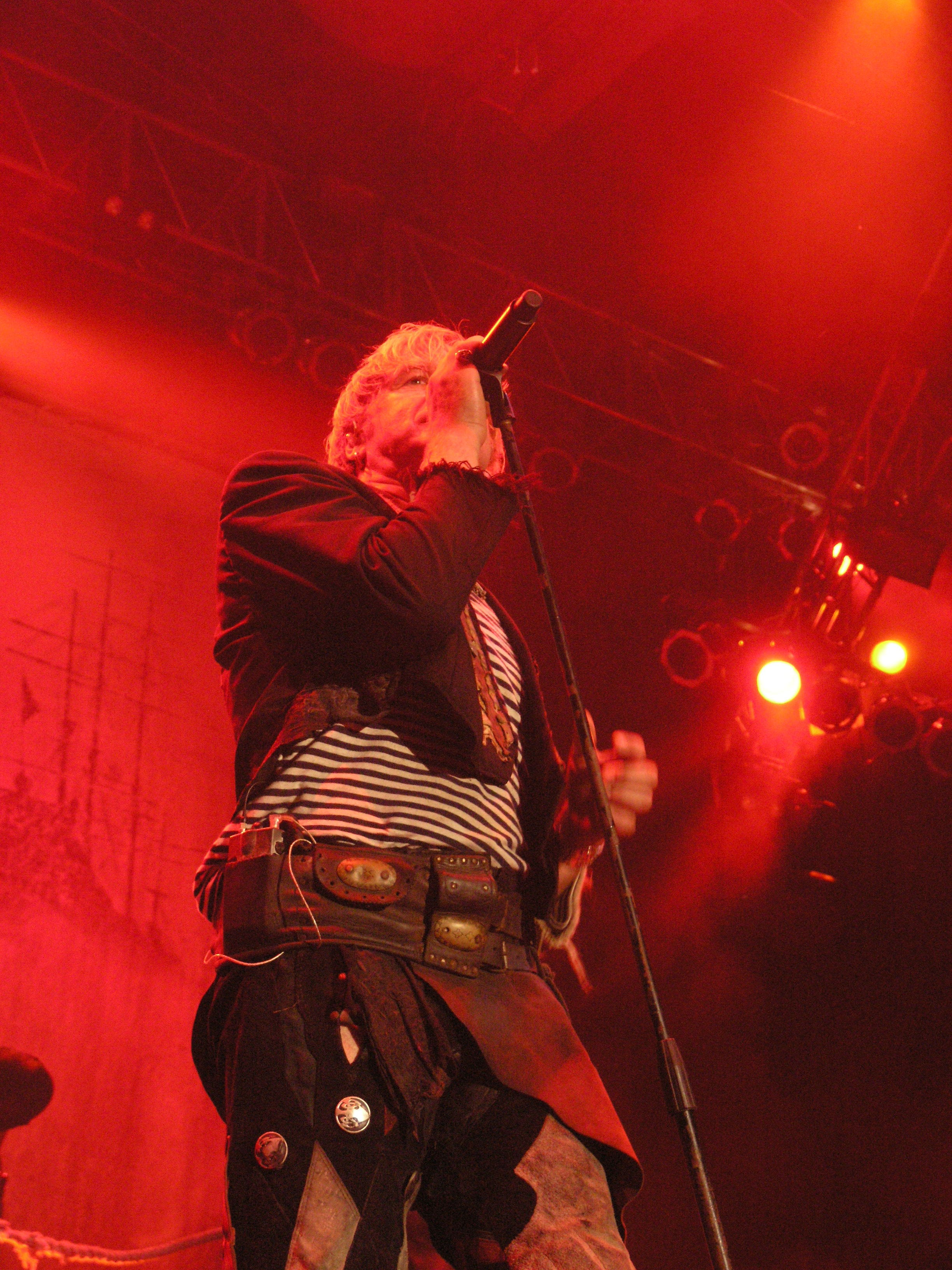
Das Letzte Einhorn (Michael Robert Rhein)

In Extremo – niemiecki zespół grający folk metal pochodzący z Berlina założony w 1995. Nazwa grupy oznacza po łacinie na końcu/granicy/szczycie (extremum, gen. extremi).
Niepowtarzalny styl grupy powstał poprzez połączenie tradycyjnych metalowych brzmień z muzyką średniowieczną czy ludową – wykorzystują instrumenty takie jak dudy średniowieczne, lira korbowa, harfa i inne. W ich repertuarze znalazły się znane średniowieczne utwory pochodzące z Carmina Burana (Nymphenzeit, Omnia Sol Temperat, Totus Floreo) oraz ówczesnej poezji jak np. Palestinalied (utwór wykonywany również przez Adaro i Qntal), czy Herr Mannelig. Z czasem zespół stworzył również własny materiał po niemiecku, w przeciwieństwie do innych wykorzystywanych przez nich utworów: łacińskich, norweskich, hiszpańskich, francuskich, hebrajskich i innych.
Charyzmatycznym członkiem zespołu jest wokalista Das Letzte Einhorn (niem. ostatni jednorożec). Zespół ten znany jest na całym świecie, z racji częstych występów (np. w Moskwie czy w Meksyku). Grupa tworzyła ścieżkę dźwiękową do pierwszej i drugiej części gry komputerowej Gothic, dodając do niej także utwór „Herr Mannelig” z płyty „Verehrt Und Angespien”.
W Polsce pierwszy raz grupa zagrała 11 września 2010 podczas Płock Cover Festival 2010.

## Piosenki
Zespół posiada na swym koncie 4 covery: This Corrosion The Sisters of Mercy, An End Has a Start Editors, I Desappear Metallica, oraz Yeah Yeah Yeah Die Fantastischen Vier. Zespół na początku grał średniowieczne utwory takie jak: Nymphenzeit, Omnia Sol Temperat i Herr Mannelig, lecz z czasem zaczął pisać własne (zazwyczaj w języku niemieckim).
W piosenkach In Extremo pojawiają się inni artyści np. Paddy Kelly z The Kelly Family, Marta Jandová z Die Happy, Rea Garvey i José Andrëa z Mägo de Oz.

## Dyskografia

### Albumy studyjne
| Rok                            | Tytuł                                                                     | Pozycja na liście | Pozycja na liście | Pozycja na liście | Certyfikat         |
| Rok                            | Tytuł                                                                     | DEU               | AUT               | CHE               | Certyfikat         |
| ------------------------------ | ------------------------------------------------------------------------- | ----------------- | ----------------- | ----------------- | ------------------ |
| 1997                           | Die Goldene - Data: marzec 1997 - Wydawca: EFA                            | —                 | —                 | —                 |                    |
| 1998                           | Hameln - Data: marzec 1998 - Wydawca: EFA                                 | —                 | —                 | —                 |                    |
| 1998                           | Weckt die Toten! - Data: 10 sierpnia 1998 - Wydawca: Vielklang            | —                 | —                 | —                 |                    |
| 1999                           | Verehrt und Angespien - Data: 30 sierpnia 1999 - Wydawca: Mercury Records | 11                | —                 | —                 |                    |
| 2001                           | Sünder ohne Zügel - Data: 3 września 2001 - Wydawca: Island Records       | 10                | 44                | —                 |                    |
| 2003                           | 7 - Data: 1 września 2003 - Wydawca: Motor Music                          | 3                 | 15                | 78                | - DEU: złota płyta |
| 2005                           | Mein Rasend Herz - Data: 30 maja 2005 - Wydawca: Universal Music Group    | 3                 | 22                | 40                |                    |
| 2008                           | Sängerkrieg - Data: 9 maja 2008 - Wydawca: Island Records                 | 1                 | 13                | 22                | - DEU: złota płyta |
| 2011                           | Sterneneisen - Data: 25 lutego 2011 - Wydawca: Island Records             | 1                 | 5                 | 14                | - DEU: złota płyta |
| 2013                           | Kunstraub - Data: 27 września 2013 - Wydawca: Vertigo Berlin              | 2                 | 19                | 23                |                    |
| 2016                           | Quid Pro Quo - Data: 24 czerwca 2016 - Wydawca: Vertigo Berlin            | 1                 | 4                 | 9                 |                    |
| "—" pozycja nie była notowana. |                                                                           |                   |                   |                   |                    |

### Kompilacje
| 2001                           | Weckt die Toten / Verehrt und Angespien (BOX) - Data: 2001 - Wydawca: Metal Blade Records | —  | —  |
| 2003                           | Limited Edition Collectors Box Set - Data: 3 listopada 2003 - Wydawca: Motor Music        | —  | —  |
| 2006                           | Kein Blick Zurück - Data: 8 grudnia 2006 - Wydawca: Universal Music Group                 | 40 | 72 |
| 2013                           | Bruchstücke - Data: 18 września 2013 - Wydawca: Metal Hammer                              | —  | —  |
| "—" pozycja nie była notowana. |                                                                                           |    |    |

### Albumy koncertowe
| 1998                           | Die Verrückten sind in der Stadt - Data: październik 1998 - Wydawca:Vielklang       | —  | —  | —  |
| 2002                           | Live 2002 (CD/DVD) - Data: 8 grudnia 2002 - Wydawca: Mercury Records                | 94 | —  | —  |
| 2005                           | Raue Spree 2005 (CD/DVD) - Data: 10 lutego 2006 - Wydawca: Universal Music Group    | 4  | 47 | 51 |
| 2008                           | Sängerkrieg: Akustik-Radio-Show - Data: 28 listopada 2008 - Wydawca: Island Records | —  | —  | —  |
| 2009                           | Am goldenen Rhein (CD/DVD) - Data: 15 maja 2009 - Wydawca: Vertigo Berlin           | 8  | 60 | 73 |
| 2011                           | Auf den Dächern - Data: 9 grudnia 2011 - Wydawca: Universal Music Group             | —  | —  | —  |
| 2012                           | Sterneneisen Live - Data: 25 maja 2012 - Wydawca: Vertigo Berlin                    | —  | —  | —  |
| "—" pozycja nie była notowana. |                                                                                     |    |    |    |

### Single
| 1996                           | "Ai vis lo lop"             | —  | Weckt Die Toten!      |  |  |  |  |  |  |
| 1997                           | "Der Galgen"                | —  | —                     |  |  |  |  |  |  |
| 1999                           | "This Corrosion"            | —  | Verehrt Und Angespien |  |  |  |  |  |  |
| 1999                           | "Merseburger Zaubersprüche" | —  | Verehrt Und Angespien |  |  |  |  |  |  |
| 2000                           | "Vollmond"                  | 91 | Sünder ohne Zügel     |  |  |  |  |  |  |
| 2001                           | "Unter Dem Meer"            | —  | Sünder ohne Zügel     |  |  |  |  |  |  |
| 2001                           | "Wind"                      | —  | Sünder ohne Zügel     |  |  |  |  |  |  |
| 2003                           | "Küss Mich"                 | 35 | 7                     |  |  |  |  |  |  |
| 2003                           | "Erdbeermund"               | —  | 7                     |  |  |  |  |  |  |
| 2005                           | "Nur Ihr Allein"            | 35 | Mein rasend Herz      |  |  |  |  |  |  |
| 2005                           | "Horizont"                  | 85 | Mein rasend Herz      |  |  |  |  |  |  |
| 2006                           | "Liam"                      | 51 | Mein rasend Herz      |  |  |  |  |  |  |
| 2007                           | "Alte Liebe"                | —  | —                     |  |  |  |  |  |  |
| 2008                           | "Frei zu Sein"              | 42 | Sängerkrieg           |  |  |  |  |  |  |
| 2008                           | "Neues Glück"               | —  | Sängerkrieg           |  |  |  |  |  |  |
| 2011                           | "Zigeunerskat"              | 81 | Sterneneisen          |  |  |  |  |  |  |
| 2011                           | "Siehst du das Licht"       | —  | Sterneneisen          |  |  |  |  |  |  |
| 2011                           | "Viva la Vida"              | —  | Sterneneisen          |  |  |  |  |  |  |
| 2020                           | "Troja"                     | __ | KOMPASS ZUR SONNE     |  |  |  |  |  |  |
| "—" pozycja nie była notowana. |                             |    |                       |  |  |  |  |  |  |

### Dema
- 1996 In Extremo

## Teledyski
| Rok  | Tytuł                 | Reżyseria       | Album                 | Źródło |
| ---- | --------------------- | --------------- | --------------------- | ------ |
| 1998 | "This Corrosion"      | Stephan Vollmer | Verehrt Und Angespien | [ 11 ] |
| 2000 | "Vollmond"            | Heiner Thimm    | Sünder Ohne Zügel     | [ 11 ] |
| 2000 | "Wind"                | Heiner Thimm    | Sünder Ohne Zügel     | [ 11 ] |
| 2003 | "Erdbeermund"         | —               | 7                     | [ 11 ] |
| 2003 | "Küss Mich"           | Uwe Flade       | Küss Mich             | [ 11 ] |
| 2005 | "Horizont"            | David Incorvaia | Mein Rasend Herz      | [ 11 ] |
| 2005 | "Nur Ihr Allein"      | Jörn Heitmann   | Mein Rasend Herz      | [ 11 ] |
| 2008 | "Frei Zu Sein"        | Sharon Berkal   | Sängerkrieg           | [ 11 ] |
| 2011 | "Zigeunerskat"        | —               | Sterneneisen          | [ 11 ] |
| 2011 | "Siehst du das Licht" | —               | Sterneneisen          | [ 11 ] |
| 2011 | "Viva la Vida"        | —               | Sterneneisen          | [ 11 ] |
| 2013 | "Feuertaufe"          | —               | Kunstraub             | [ 11 ] |